# Discoglossus scovazzi
Discoglossus scovazzi — вид из рода дискоязычных лягушек. Обитает в Марокко и испанских анклавах Северной Африки Сеута и Мелилья.

## Места обитания
D. scovazzi обитает вблизи ручьёв и различных водоёмов с пресной или солоноватой водой, часто в дубовых лесах, зарослях олеандра Nerium или вблизи руин. Это довольно распространённый вид в Марокко.

## Охрана и угрозы
Растущая нагрузка, связанная с перепрофилированием сельскохозяйственных угодий и забором поверхностных вод для обслуживания растущего населения региона, оказывает негативное воздействие на этот вид (а также на других земноводных в регионе). Однако Discoglossus scovazzi не считается находящимся под серьезной угрозой исчезновения.
D. scovazzi входит в список «100 лучших амфибий EDGE». Считается, что он отделился от своего ближайшего родственника примерно 5-10 миллионов лет назад.